# Edinburgh Place
Edinburgh Place (愛丁堡廣場) est une place piétonne publique de Hong Kong située dans le quartier de Central, en face de Victoria Harbour. L'hôtel de ville de Hong Kong siège sur la place. De plus, l'embarcadère de ferries d'Edinburgh Place (en) et la jetée de la reine (en) y étaient également situés avant d'être démolis début 2007.

## Histoire
Le complexe d'Edinburgh Place, qui comprend l'hôtel de ville et les jardins commémoratifs, est conçu par les architectes britanniques Ron Phillips et Alan Fitch en 1956 pour accueillir les fonctions civiques les plus importantes de la ville.
L'embarcadère de la Star Ferry est conçu par l'architecte local Hung Yip-chan (né en 1921) qui travaille au département des services d'architecture de l'ancien service des travaux publics (en) de 1952 à 1957 en tant qu'architecte assistant. Il conçoit la façade de la jetée et l'architecte en chef, Michael Wright, y ajoute la tour de l'horloge pour rendre l'ensemble plus équilibré.
La jetée de la reine, achevée en 1954, fait « partie intégrante » du groupe : l'entrée de l'hôtel de ville forme un axe avec la jetée pour donner une vision impressionnante aux dignitaires en visite. Depuis l'achèvement de l'hôtel de ville en 1962, chaque nouveau gouverneur se rend à la jetée pour une inspection de la garde d'honneur à Edinburgh Place avant d'être assermenté à l'hôtel de ville voisin. L'embarcadère de la Star Ferry est achevé en 1957.
Edinburgh Place a été délibérément conservé comme un espace ouvert et librement accessible au public dans une ville surdimensionnée, car cela était considéré comme un contraste essentiel avec l'agitation de la ville.
La création de la place avait pour but que celle-ci soit parfois utilisée comme point de ralliement pour de petites marches et manifestations à portée de voix des législateurs. Par exemple, en juillet 1978, 2 000 personnes se sont rassemblées pour exiger la réouverture de la défunte Precious Blood Golden Jubilee School. Depuis octobre 1987, le Conseil législatif interdit les rassemblements à l'extérieur du bâtiment principal du Conseil.